# Emmanuel Olisadebe
 (novembre 2013).
Si vous disposez d'ouvrages ou d'articles de référence ou si vous connaissez des sites web de qualité traitant du thème abordé ici, merci de compléter l'article en donnant les références utiles à sa vérifiabilité et en les liant à la section « Notes et références ».
Emmanuel Olisadebe, né le 22 décembre 1978 à Warri (Nigeria), est un footballeur international polonais d'origine nigériane. Il est attaquant.

## Carrière

### En club

#### Polonia Varsovie
Olisadebe commence à jouer pour Polonia Varsovie pendant la saison 1997-1998 où, dans sa première saison, il a joué 13 matchs de championnat. Pendant son séjour au Polonia Varsovie, il contribue à obtenir leur premier titre de champion en 50 ans, marquant 12 buts dans la saison. Il a également remporté la Coupe de la Ligue cette saison et la Super Coupe de Pologne l'année précédente.

#### Panathinaïkós
Olisadebe est transféré au Panathinaikos où il a joué 74 matchs et marqué 24 buts. En 2004, il a aidé le club à remporter le titre pour la première fois en 10 ans en marquant tous les buts gagnants dans les trois dernières minutes de quatre matchs du championnat. Il a également remporté la coupe cette même année, ce qui en fait un doublé. Cependant, pendant son temps au Panathinaikos, il a subi une blessure ayant nécessité une opération chirurgical.

#### Portsmouth
En janvier 2006, il rejoint Portsmouth jusqu'à la fin de la saison 2005-2006. Olisadebe n'a joué que deux matchs, Il a été en proie à des blessures et a marqué aucun but lors de son bref passage dans le championnat anglais. Son contrat a été résilié après 4 mois, date à laquelle il est retourné en Grèce à Xanthi.

#### Skoda Xanthi F.C.
Olisadebe est prêté une saison au Xanthi FC où il n'a participé qu'à 6 matchs, et ne marque aucun but.

#### APOP Kinyras Peyias Football Club
Il est ensuite transféré au APOP Kinyras Peyia FC en Chypre, où il disputera 17 matchs et inscrira 6 buts.

#### Henan Construction
En 2008, il trouve un accord avec le Henan Construction qui évolue dans le championnat chinois. Il y restera 2 saisons pour 64 matchs disputés et marquera 24 buts.

#### Vyzas FC
Après une saison sans club, Olisadebe s'engage avec le club grec du Vyzas FC en 2e division, mais il ne jouera aucun match ce qui l'oblige à quitter le club pour le Veria FC.

#### Veria FC
Durant la saison 2011-2012, il quitte le Vyzas FC pour le Veria FC toujours en deuxième division grecque, il jouera 9 matchs et marque 1 but.
Le club sera promu en première division en finissent deuxième du championnat. Il est laissé libre à l'issue de la saison.

### En équipe nationale
Le 16 août 2000, Olisadebe honore sa première sélection lors d'un match à Bucarest opposant la Pologne à la Roumanie. Il inscrira d'ailleurs son premier but durant cette rencontre. Convoqué pour la Coupe du monde 2002, il marque un but face aux États-Unis permettant aux siens de s'imposer 3-1.

## Palmarès
Polonia Varsovie
- Champion de Pologne : 2000
- Vainqueur de la Coupe de Pologne en 2001

 Panathinaïkos
- Champion de Grèce : 2004
- Coupe de Grèce : 2004

## En sélection
- De 2000 à 2004, il a été sélectionné 25 fois en équipe nationale polonaise, et il a marqué 11 buts[1].
- Premier match en équipe nationale : le 16 août 2000 à Bucarest, lors de  Roumanie -  Pologne (1-1), il marque pour la Pologne.
- 7 de ses 8 sélections suivantes seront en phase de qualification de la Coupe du monde 2002 et pendant celle-ci, où il marquera en tout 9 buts.

### Buts internationaux
| #  | Date             | Lieu                    | Adversaire     | Score     | Résultat | Compétition                  |
| -- | ---------------- | ----------------------- | -------------- | --------- | -------- | ---------------------------- |
| 1  | 16 août 2000     | Bucarest, Roumanie      | Roumanie       | 1–1 (1–0) | Nul      | Amical                       |
| 2  | 2 septembre 2000 | Kiev, Ukraine           | Ukraine        | 1–3 (1–2) | Victoire | Qualification coupe du monde |
| 3  | 2 septembre 2000 | Kiev, Ukraine           | Ukraine        | 1–3 (1–2) | Victoire | Qualification coupe du monde |
| 4  | 28 février 2001  | Larnaca, Chypre         | Suisse         | 0–4 (0–2) | Victoire | Amical                       |
| 5  | 24 mars 2001     | Oslo, Norvège           | Norvège        | 2–3 (0–2) | Victoire | Qualification coupe du monde |
| 6  | 24 mars 2001     | Oslo, Norvège           | Norvège        | 2–3 (0–2) | Victoire | Qualification coupe du monde |
| 7  | 28 mars 2001     | Varsovie, Pologne       | Arménie        | 4–0 (2–0) | Victoire | Qualification coupe du monde |
| 8  | 2 juin 2001      | Cardiff, Pays de Galles | Pays de Galles | 1–2 (1–1) | Victoire | Qualification coupe du monde |
| 9  | 1 septembre 2001 | Chorzów, Pologne        | Norvège        | 3–0 (1–0) | Victoire | Qualification coupe du monde |
| 10 | 6 octobre 2001   | Chorzów, Pologne        | Ukraine        | 1–1 (1–0) | Nul      | Qualification coupe du monde |
| 11 | 14 juin 2002     | Daejeon, Corée du Sud   | États-Unis     | 3–1 (2–0) | Victoire | Coupe du monde 2002          |